# 惠庆祺
惠庆祺（1912年—2003年），男，陕西清涧人，中国政治人物，曾任中华全国供销合作总社监事会副主任，第五、六、七届全国政协委员。